# Ragbi 7
Ragbi 7 ili ragbi sedmica (eng. Rugby sevens) olimpijski je sport i inačica ragbija u kojoj se ekipe sastoje od sedam igrača koji igraju poluvremena od sedam minuta, umjesto uobičajenih 15 igrača koji igraju 40 minuta.
Ragbi 7 vodi Svjetska ragbi federacija pod nazivom „World Rugby”, tijelo odgovorno za ragbijaške saveze u cijelom svijetu. Igra je popularna na raznim razinama, a amaterski i klupski turniri uglavnom se održavaju u ljetnim mjesecima. To je jedan od najrasprostranjenijih oblika ragbija, a popularan je u dijelovima Afrike, Azije, Europe i Amerike, a posebno u Južnom Pacifiku (Novi Zeland, Australija, Fidži, Samoa i dr.)
Ragbi 7 nastao je u Melroseu u Škotskoj 1880-ih; turnir Melrose Sevens i dalje se igra svake godine. Popularnost ragbija 7 dodatno je porasla razvojem Hong Kong Sevensa 1970-ih, a kasnije je uslijedilo uključivanje ovog sporta u Igre Commonwealtha 1998. i uspostava godišnje Svjetske serije ragbija 7 1999. i Svjetske seriju ragbija 7 za žene 2012. 
Godine 2016. ragbi 7 prvi put se igrao na Ljetnim olimpijskim igrama. Igrao se i na događajima kao što su: Igre malih europskih država, Panameričke igre i Azijske igre, a 2018. prvi put je odigran ženski turnir na Igrama Commonwealtha.
Klasični ragbi na Olimpijskim igrama prvi puta je uključen u program na Igrama u Parizu 1900. godine te se s prekidima pojavljivao sve do Igara u Parizu 1924. godine nakon kojih se više nije nikad bio prisutan na OI. Iako je bilo više inicijativa da se ovaj sport vrati na Olimpijske igre, do danas MOO nije se odlučio vratiti klasični ragbi u olimpijski program.

## Galerija
- Utakmica ragbija 7 na OI 2016.
- Igralište ragbija 7.
- Utakmica Španjolske i Japana kod žena.
- Parada prije utakmice ragbija 7 u Hong Kongu.